# Archaeopodagrion bilobatum
Archaeopodagrion bilobatum – gatunek ważki z rodziny Philogeniidae. Znany tylko z miejsca typowego nad rzeką Upane w prowincji Morona-Santiago w środkowo-zachodnim Ekwadorze.